# Hyloxalus awa
Espèce
Synonymes
- Colostethus awa Coloma, 1995

Statut de conservation UICN

 LC  : Préoccupation mineure
Hyloxalus awa est une espèce d'amphibiens de la famille des Dendrobatidae.

## Répartition
Cette espèce est endémique du Nord-Ouest de l'Équateur. Elle se rencontre de 265 à 1 220 m d'altitude dans la plaine pacifique et sur le versant Ouest du cordillère Occidentale.

## Description
Les mâles mesurent de 16,1 à 22,4 mm et les femelles de 19,1 à 25,9 mm.

## Étymologie
Cette espèce est nommée en référence au territoire Awa.

## Publication originale
- Coloma, 1995 : Ecuadorian frogs of the genus Colostethus (Anura: Dendrobatidae). University of Kansas Natural History Museum Miscellaneous Publication, vol. 87, p. 1-72 (texte intégral).